# هاکوب هوسپیان
هاکوب هوسپیان (ارمنی: Հայկ Հովսեփյան؛ زادهٔ ۱۹۰۹ - درگذشته ۱۹۷۹) یک شاعر ارمنی‌تبار اهل ایران بود.

## زندگی‌نامه
وی در ۱۹۰۹ در روستای سنگ سفید به دنیا آمد و تحصیلات خویش را از ۱۹۲۶ در مدرسه کانانیان جلفای نو شروع کرد و در ۱۹۳۱ فارغ‌التحصیل شد.  وی در ۱۹۷۹ در سن ۷۲ سالگی در تهران درگذشت و در آرامستان ارامنه تهران (بوراستان) به خاک سپرده شد.